# مقياس شدة الإشعاع

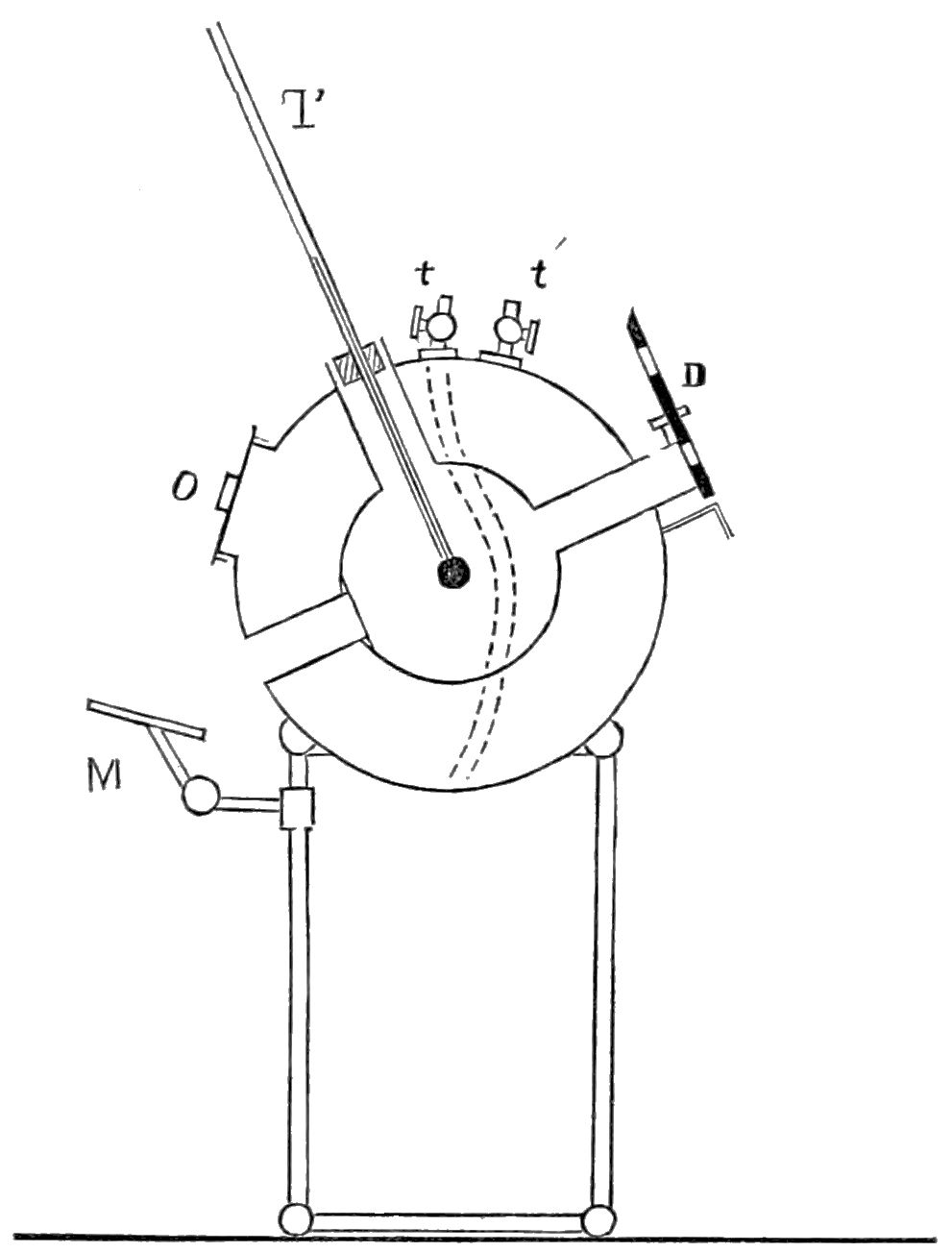
مقياس الإشعاع

مقياس شدة الإشعاع  أو مقياس الإشعاع الشمسي (أو حرفياً أكتينومتر) هو جهاز يقيس القدرة الحرارية لإشعاع ما ويستخدم في علم الطقس لقياس الإشعاع الشمسي.
هناك أجهزة أخرى تقيس الإشعاع مثل مقياس الإشعاع الشمسي ومقياس الإشعاع السماوي.

## انظر
- قائمة أجهزة القياس
- مقياس كثافة الحرارة المنبعثة